# Wysoccy
Zasugerowano, aby ten artykuł podzielić na różne artykuły.

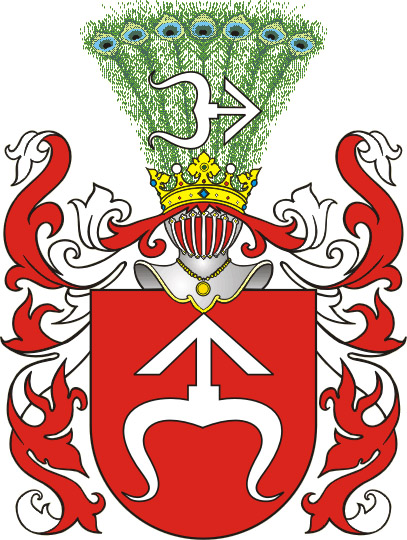
Odrowąż – herb szlachecki rodu Wysockich

Wysocki (czes.  Vysockij ) herbu Odrowąż – polska rodzina arystokratyczna pochodząca z Czech a w zasadzie Moraw. Przodkowie posiadali tytuł hrabiowski.
Forma żeńska Wysocka, panna Wysockówna, w liczbie mnogiej Wysoccy.
Istniało kilka rodów Wysockich w Polsce. Można je rozpoznać po herbie, który był używany przez konkretny ród. Herbarz Niesiecki z połowy XIX wieku wymienia następujące rody:

## Wysocki h. Drya.
Stanisław, kasztelan biechowski, na sejmie lubelskim w r. 1569 podpisał unię Litwy z Koroną. Jan, kanonik Gnieźnieński, potem opat zakonu Cystersów w Lendzie, ojciec Magdaleny, wsławiony dwiema legacjami: do Rzymu i do Neapolu, wielce się przykładał do odwrócenia nauki Lutra w Kaliskiem województwie. zm. 1560. Wielu jeszcze innych piastowało godności duchowne i obywatelskie.

## Wysocki h. Godziemba.
Jednej dzielnicy z Dąbskiemi.

## Wysocki h. Leliwa.
Pochodzą z Pomorza. Wiktor Wittyg w swojej książce „Nieznana szlachta polska i jej herby” z 1908 roku mówi o Janie Wysockim herbu Leliwa, który „w r. 1570 opłaca pobór ze wsi Wysokiej, woj. Pomorski, pow. Tucholski.”
Jego prawnuk żeni się z Teresą z Łąk Łącką h. Korzbok, córką Mirosława Korzbok-Łąckiego i Katarzyny z Rekowskich.

## Wysocki h. Odrowąż.
Wysocki na Rusi, gdzie zwany początkowo Kurzański, przyjął tę nazwę od dóbr Wysocko. Szymon, Jezuita znakomitych nauk, wydał znaczny poczet szanowanych dzieł treści religijno-historycznej. Przed wejściem do zakonu, gdy mu ofiarowano kanonię Lwowską, nie tylko ją nie przyjął, ale tem gorliwiej poświęcił się swemu powołaniu. Przez 50 lat trudniąc się kaznodziejstwem, radował się ubóstwem, któremu co tygodnia dawał obiady, w Wilnie zaś dlań ufundował kościół św. Szczepana, opatrując go dochodami. Zm. 1622. Mikołaj, brat tegoż fundował w Rohatynie klasztor Dominikanów w r. 1614. Jan i Sebastyan, synowie jego ludzie rycerscy.
Miejscowością pochodzenia wymienioną w dokumentach klasztornych jest Kwoczyn.
Historia rodu
Historia rodu sięga od dziejów Jana Wysockiego oraz Katarzyny z Brzumińskich, którzy mieli czterech synów: Stanisława (ten zmarł wcześnie przed osiągnięciem dojrzałości), Józefa, Jana Karola
i Piotra Jacka. Jan Karol osiedlił się na wschodnich terenach Polski (jego potomkowie żyli jeszcze przed wojną w tamtych okolicach), Józef miał córki oraz syna Tomasza Jana (z drugiego małżeństwa z Izabellą Brzumińską).
Ród Piotra Jacka wywodził się z radomskiego a w zasadzie Moraw, tu bowiem mieszkali, a ich majętność rodowa- Chociw Wielki, położony był pod Rawą Mazowiecką. Pieczętowali się herbem Odrowąż. PO sprzedaniu majątku przez dziada Piotra, Antoniego, w roku 1806, Wysoccy zamieszkali w majątku Pawłowice, położonym między Pamiątką a Prażmowem, niedaleko Grójca. Tu właśnie w roku 1808 zmarł ojciec Piotra, Jan Wysocki.
W Polsce mieszkają osoby twierdzące, że pochodzą w prostej linii od Piotra Jacka, jednak jest to wątpliwe historycznie i źródła nie potwierdzają, że miał potomstwo. Jego życiorys był bardzo dobrze udokumentowany w wielu dokumentach nawet jeszcze za jego życia, zaś jego pogrzeb stał się okazją do wielkiej manifestacji patriotycznej. Osobiście przywódcą Powstania Listopadowego interesował się nawet car Mikołaj I.
Znane osoby z rodu Wysockich h.Odrowąż
- Piotr Wysocki - przywódca buntu w szkole podoficerskiej w r. 1830
- Stanisław Wysocki-Odrowąż - profesor Politechniki Warszawskiej
- Adam Witold Odrowąż-Wysocki

## Wysocki h. Mogiła
Z tą odmianą, że na literze M kładą nie krzyż, ale strzałę żelezcem do góry obróconą.

## Wysocki h. Ogończyk
Franciszek, kanonik Kujawski. Biskup Hipoński in parlibus, deputował na trybunał koronny w r. 1714.

## Wysocki h. Ostoja
Z tą odmianą, że między dwoma księżycami barkami do siebie obróconemi, zamiast miecza stoi kolumna, a na hełmie trzy pióra strusie. Z tych Tymofiej, był miecznikiem wołyńskim roku 1593.

## Wysocki h. Strzemie
Wysocki Andrzej, pułkownik Buski i dziedzic znacznych majętności na Rusi, w czasach pamiętnych spustoszeń kraju przez Tatarów, ratował troskliwie nieszczęśliwych poddanych swoich wyzutych z dobytku i żywności, opatrując ich we wszystkie potrzeby. Będąc bezdzietnym, darował wszystkie swoje dobra Winniki (pod Żółkwią), Soposzyn, Macoszyn, Glińsko i Wolę, Stanisławowi Żółkiewskiemu, wojewodzie Bełzkiemu w dowód wdzięczności za waleczną obronę kraju. Jozafat, opat zakonu XX. Bazylianów w Żółkwi roku 1753, poważany wielce w obywatelstwie. Samuel, pijar Warszawski oprócz wielu kazań, ustanowił dzieła retoryczne. zm. 1771.